# 曼登
曼登是德国莱茵兰-普法尔茨州的一个市镇。总面积23.96平方公里，总人口863人，其中男性454人，女性409人（2011年12月31日），人口密度36人/平方公里。